# Myrmecozela ordubasis
Myrmecozela ordubasis är en fjärilsart som beskrevs av Aleksei Konstantinovich Zagulajev 1968. Myrmecozela ordubasis ingår i släktet Myrmecozela och familjen äkta malar.
Artens utbredningsområde är Azerbajdzjan. Inga underarter finns listade i Catalogue of Life.